# Rimac Concept Two
Rimac Nevera (буря) — беспилотный электромобиль, разработанный хорватской автомобилестроительной компанией Rimac Automobili. Впервые был представлен на Женевском автосалоне в 2018 году и назван значительным прорывом в технологии, а также ответом Tesla Roadster Илона Маска. Разработчик внешнего вида — австриец хорватского происхождения Адриано Мудри.
Компания планирует выпустить 150 экземпляров подобного автомобиля и готовится к выходу на мировой рынок. Первые доставки ожидались в 2020 году. Оценочная стоимость машины составляет 1 795 532 евро, уже в первые три недели были раскуплены первые образцы.

## Характеристики

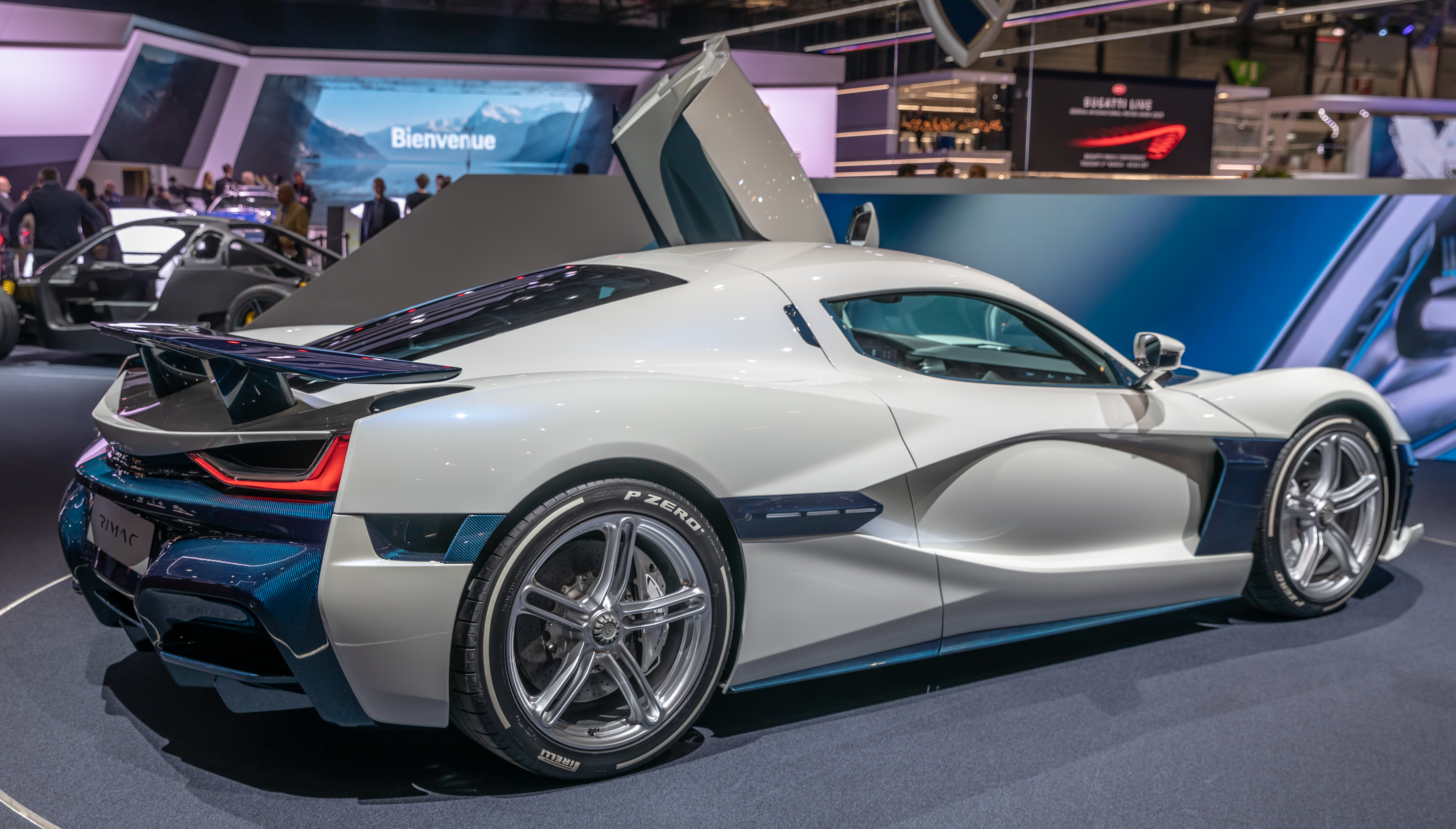
Вид сзади

### Силовая установка и скорость
Схема силовой установки такая же, как в Rimac Concept One: четыре электромотора по одному на каждое колесо, которые на осях попарно объединены в компактные блоки. У электромоторов передней оси по одному одноступенчатому редуктору, на задней оси — по одному двухступенчатому. Суммарная мощность электродвигателей составляет 1408 кВт или 1914 л.с., что даёт потенциальную максимальную скорость в 415 км/ч. Разгон до 100 км/ч в теории осуществляется за 1,85 секунды, что меньше на 0,05, чем Tesla Roadster — потенциально Rimac Concept Two является самым быстрым электромобилем в настоящее время.

### Параметры электродвигателя и система управления
По дальности хода Rimac значительно уступает Tesla (650 км против 990 км) согласно циклу NEDC, что при этом является внушительным достижением для машины. Электродвигатель работает благодаря батареям собственной разработки с ёмкостью 120 кВт-ч, зарядка с нуля до 80% занимает полчаса. Запасы электроэнергии позволяют автомобилю теоретически проехать два круга подряд на гоночной трассе в Нюрбургринге. По заявлению производителя, автомобиль обладает достаточной выносливостью и управляемостью, технологически соответствует уровню 4 беспилотного вождения с продвинутой системой помощи водителю. Разблокировка осуществляется благодаря системе распознавания лиц.

### Аэродинамика и внешний вид
Силовая установка собрана в цельном карбоновом корпусе, интегрированном в карбоновый монокок — при этом автомобиль усложнён в плане аэродинамики, поскольку содержит семь независимых контуров охлаждения для силовой установки, батарей и блоков электроники. Оптимизирована аэродинамика днища, встроены большие воздухозаборники в капоте и широкие на боках, колёсные диски разработаны для максимально эффективного охлаждения тормозов. На задних крыльях перед колёсными арками окончания воздухозаборников прикрыты карбоновыми элементами в форме галстука. Адаптивное антикрыло меняет угол атаки в зависимости от условий движения, а при торможении с большой скорости встаёт вертикально и выполняет роль воздушного тормоза. Двери выполнены в стиле «крыльев бабочки»: открываются вперёд и вверх, захватывая фрагмент крыши. Салон соответствует стандартам автомобилей класса «Гран Туризмо». Есть также небольшой багажник.

## Реакция
Джонатан Лопес из журнала Top Speed утверждает, что Concept Two изменил положение вещей не только на рынке электромобилей, но и в принципе в автомобилестроении благодаря высоким технологиям. Влад Савов из The Verge раскритиковал внешний вид, который не впечатлил его и оказался менее ярким, чем в Lamborghini Huracan, а также заявил, что заявленные разработчиками данные раздуты.